# Imagic
Imagic是美国电子游戏开发商、发行商。公司由雅达利和美泰兒的前员工创立于1981年，是继动视后第二家第三方雅达利2600发行商。1982年，公司首款游戏《Demon Magic》发行。1986年公司结业。